# End Mountain
End Mountain är ett berg i Kanada.   Det ligger i provinsen Alberta, i den centrala delen av landet, 2 900 km väster om huvudstaden Ottawa. Toppen på End Mountain är 2 388 meter över havet, eller 162 meter över den omgivande terrängen. Bredden vid basen är 1,2 km.
Terrängen runt End Mountain är kuperad österut, men västerut är den bergig.Runt End Mountain är det mycket glesbefolkat, med 6 invånare per kvadratkilometer.. Det finns inga samhällen i närheten. 
I omgivningarna runt End Mountain växer i huvudsak barrskog.